# 铁矿

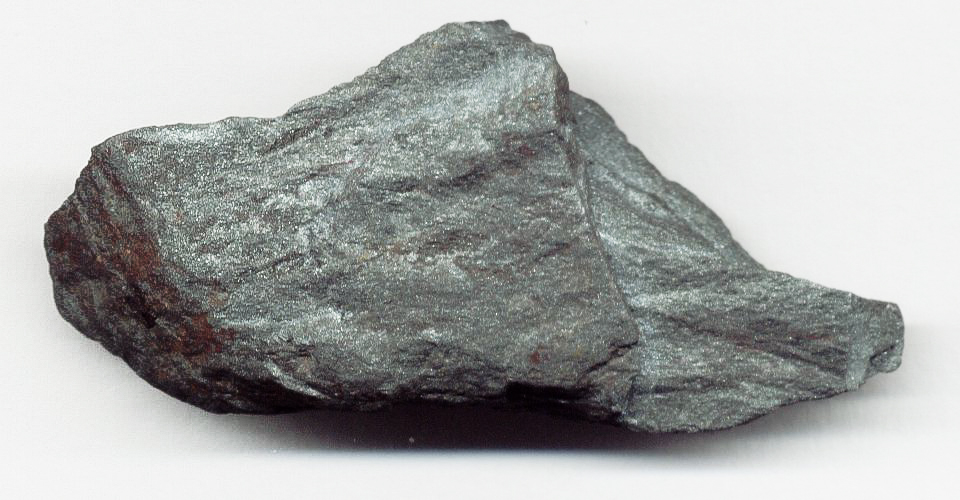
赤铁矿是巴西主要铁矿石。

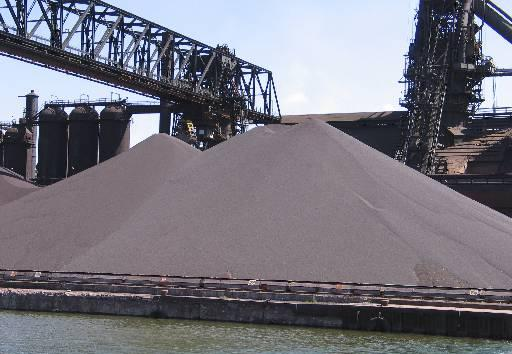
铁矿石用于生产炼钢。

铁矿（英語：Iron ore）為铁的原料，鐵礦係指含鐵的矿物，可用于提炼单质生铁、炼钢（占98%）等诸多用途。常见铁矿都为铁氧化物，大多呈暗灰色、亮黄色、深紫色或铁锈色。
铁是世界上发现最早、利用最广、用量最多的一种金属，其消耗量约占金属总消耗量的95%。铁矿石主要用于钢铁工业，冶炼含碳量不同的生铁（含碳量一般在2%以上）和钢（含碳量一般在2%以下）。

## 分类

### 磁铁矿
主要成分为Fe3O4，即四氧化三铁，每个Fe3O4分子中有两个+3价的铁原子和一个+2价的铁原子，即Fe2O3·FeO，氧原子为-2价，其中Fe的质量分数约为72.36%。等轴晶系。单晶体常呈八面体，较少呈菱形十二面体。在菱形十二面体面上，长对角线方向常现条纹。集合体多呈致密块状和粒状。颜色为铁黑色、条痕为黑色，半金属光泽，不透明。硬度5.5～6.5。比重4.9～5.2。具强磁性。
磁铁矿中常有相当数量的Ti4+以类质同象代替Fe3+，还伴随有Mg2+和V3+等相应地代替Fe2+和Fe3+，因而形成一些矿物亚种，即：
- 钛磁铁矿Fe2+1+xFe3+2-2xTixO4(0<x<1)，含TiO212%～16%。常温下，钛从其中分离成板状和柱状的钛铁矿及布纹状的钛铁晶石。
- 钒磁铁矿FeV2O4或Fe2+(Fe3+V)O4，含V2O5有时高达68.41%～72.04%。
- 钒钛磁铁矿为成分更为复杂的上述两种矿物的固溶体产物。
- 铬磁铁矿含Cr2O3可达百分之几。
- 镁磁铁矿含MgO可达6.01%。 磁铁矿是岩浆成因铁矿床、接触交代-热液铁矿床、沉积变质铁矿床，以及一系列与火山作用有关的铁矿床中铁矿石的主要矿物。此外，也常见于砂矿床中。 磁铁矿氧化后可变成赤铁矿（假象赤铁矿及褐铁矿），但仍能保持其原来的晶形。

### 赤铁矿
赤铁矿中主要成分为Fe2O3，即氧化铁。自然界中Fe2O3的同质多象变种已知有两种，即α-Fe2O3和γ-Fe2O3，其中Fe的质量分数约为69.94%。前者在自然条件下稳定，称为赤铁矿；后者在自然条件下不如α-Fe2O3稳定，处于亚稳定状态，称之为磁赤铁矿。 常含类质同象混入物Ti、Al、Mn、Fe2+、Ca、Mg及少量Ga和Co。三方晶系，完好晶体少见。结晶赤铁矿为钢灰色，隐晶质；土状赤铁矿呈红色。条痕为樱桃红色或鲜猪肝色。金属至半金属光泽。有时光泽暗淡。硬度5～6。比重5～5.3。
赤铁矿的集合体有各种形态，形成一些矿物亚种，即：
- 镜铁矿为具金属光泽的玫瑰花状或片状赤铁矿的集合体，铁黑至钢灰色。晶面光泽强，闪烁如镜，因而得名。
- 云母赤铁矿具金属光泽的晶质细鳞状赤铁矿。中国古称“云子铁”；呈红褐色土状而光泽暗淡的称为赭石。
- 鲕状或肾状赤铁矿形态呈鲕状或肾状的赤铁矿，而鲕状集合体是某种物质的胶体以其他物质颗粒为核心逐层凝结，具有同心层状构造，即赤铁矿逐层凝聚而形成呈鱼子状样的一系列球体（称鲕状体）所组成的赤铁矿物集合体。鲕状体一般较小。鲕状体通常彼此间都胶结在一起。

赤铁矿是自然界中分布很广的铁矿物之一，可形成于各种地质作用，但以热液作用、沉积作用和区域变质作用为主。在氧化带裡，赤铁矿可由褐铁矿或纤铁矿、针铁矿经脱水作用形成。也可以变成针铁矿和水赤铁矿等。在还原条件下，赤铁矿可转变为磁铁矿，称假象磁铁矿。

### 褐铁矿
褐铁矿并不是一个矿物种，而是针铁矿、纤铁矿、水针铁矿、水纤铁矿以及含水氧化硅、泥质等的混合物。化学成分变化大，含水量变化也大。
- 针铁矿 α-FeO(OH)，含Fe 62.9%。含不定量的吸附水者，称水针铁矿HFeO2·nH2O。斜方晶系，形态有针状、柱状、薄板状或鳞片状。通常呈豆状、肾状或钟乳状。切面具平行或放射纤维状构造。有时成致密块状、土状，也有呈鲕状。颜色红褐、暗褐至黑褐。经风化而成的粉末状、赭石状褐铁矿则呈黄褐色。针铁矿条痕为红褐色，硬度5～5.5，比重4～4.3。而褐铁矿条痕则一般为淡褐或黄褐色，硬度1～4，比重3.3～4。
- 纤铁矿γ-FeO(OH)，含Fe 62.9%。含不定量的吸附水者，称水纤铁矿FeO(OH)·nH2O。斜方晶系。常见鳞片状或纤维状集合体。颜色暗红至黑红色。条痕为桔红色或砖红色。硬度4～5，比重4.01～4.1。

### 钛铁矿
钛铁矿主要成分为FeTiO3，即钛酸亚铁，其中Fe的质量分数约为36.80%。三方晶系。菱面体晶类。常呈不规则粒状、鳞片状或厚板状。在950℃以上钛铁矿与赤铁矿形成完全类质同象。当温度降低时，即发生熔离，故钛铁矿中常含有细小鳞片状赤铁矿包体。钛铁矿颜色为铁黑色或钢灰色。条痕为钢灰色或黑色。含赤铁矿包体时呈褐色或带褐的红色条痕。金属-半金属光泽。不透明，无解理。硬度5～6.5，比重4～5。弱磁性。钛铁矿主要出现在超基性岩、基性岩、碱性岩、酸性岩及变质岩中。中国攀枝花钒钛磁铁矿床中，钛铁矿呈粒状或片状分布于钛磁铁矿等矿物颗粒之间，或沿钛磁铁矿裂开面成定向片晶。

### 菱铁矿
菱铁矿主要成分为FeCO3，即碳酸亚铁，其中Fe的质量分数约为49.05%，常含Mg和Mn。三方晶系。常见菱面体，晶面常弯曲。其集合体成粗粒状至细粒状。亦有呈结核状、葡萄状、土状的。黄色、浅褐黄色（风化后为深褐色），玻璃光泽。硬度3.5～4.5，比重3.96左右，因Mg和Mn的含量不同而有所变化。

### 黄铁矿
黄铁矿主要成分为FeS2，即过硫化亚铁，其中Fe的质量分数约为46.55%，黄铁矿因其浅黄铜的颜色和明亮的金属光泽，常被误认为是黄金。晶体属等轴晶系的硫化物矿物。成分中通常含钴、镍和硒，具有NaCl型晶体结构。常有完好的晶形，呈立方体、八面体、五角十二面体及其聚形。立方体晶面上有与晶棱平行的条纹，各晶面上的条纹相互垂直。集合体呈致密块状、粒状或结核状。浅黄（铜黄）色，条痕绿黑色，强金属光泽，不透明，无解理，参差状断口。摩氏硬度较大，达6~6.5，比重4.9~5.2。在地表条件下易风化为褐铁矿。
黄铁矿是铁的二硫化物。一般将黄铁矿作为生产硫磺和硫酸的原料，而不是用作提炼铁的原料，因为提炼铁有更好的铁矿石，且炼制过程当中会产生大量SO2，造成空气污染。黄铁矿分布广泛，在很多矿石和岩石中包括煤中都可以见到它们的影子。一般为黄铜色立方体样子。黄铁矿风化后会变成褐铁矿或黄钾铁矾。

## 主要生產國
| 国家       | 产量 |
| ---------- | ---- |
| 中国       | 1070 |
| 澳大利亚   | 420  |
| 巴西       | 370  |
| 印度       | 260  |
| 俄国       | 100  |
| 乌克兰     | 72   |
| 南非       | 55   |
| 美国       | 49   |
| 加拿大     | 35   |
| 伊朗       | 33   |
| 瑞典       | 25   |
| 哈萨克斯坦 | 22   |
| 委内瑞拉   | 16   |
| 墨西哥     | 12   |
| 毛里塔尼亚 | 10   |
| 其他国家   | 50   |
| 世界总计   | 2400 |

| 国家     | 产量 |
| -------- | ---- |
| 澳洲     | 930  |
| 巴西     | 480  |
| 中國     | 350  |
| 俄羅斯   | 210  |
| 南非     | 99   |
| 烏克蘭   | 77   |
| 世界总计 | 2123 |

## 鋼鐵
於製造鋼鐵時，先將鐵礦石放入高爐或電爐中，萃取出鐵的成份後，再製成生鐵。在生鐵中加進石灰石會產生化學反應，因而產生高熱，所產生的氧化物以及硫等雜質會與石灰石結合，將這些結合在一起的成分自生鐵中去除，再加入鋁、錳等添加物，即可製成鋼鐵。將鋼鐵冷卻，再鍛造後，即可製成商品。

## 粗鋼（crude steel）
指以各種煉鋼方式(電爐、轉爐、鑄鋼)生產的鋼水，經過鑄錠或連續鑄造方式所得的鋼胚錠，亦即製成後，但未經加工的鋼。

## 不鏽鋼（Stainless Steel）
因鐵容易氧化，因此加入鋅、錫、鉻及鎳等元素，使鋼品具有防鏽、防蝕等功能，表面具白色光澤。依加入成分的不同，一般可區分為300系與400系兩大類。300系乃添加鉻、鎳兩種金屬，富展延性，易於焊接與加工，主要用於建築裝潢、車輛零件與醫療器材。400系僅加入鉻金屬、具高度韌性及優越的耐蝕性，適用於高彎高壓用結構材料之製造。